# Urho
Urho (tiếng Trung: 乌尔禾区; bính âm: Wū'ěrhé Qū, Hán Việt: Ô Nhĩ Hoà khu; Uyghur: ئورقۇ رايونى‎, ULY: Orqu Rayoni, UPNY: Ork̡u Rayoni?) là một khu (quận) của địa cấp thị Karamay, khu tự trị Tân Cương, Trung Quốc.

### Nhai đạo
- Liễu Thụ (柳树街道)

### Hương
- Ô Nhĩ Hoà (乌尔禾乡)